# Buxus historica
Buxus historica är en buxbomsväxtart som beskrevs av A. Borhidi och O. Muniz. Buxus historica ingår i släktet buxbomar, och familjen buxbomsväxter. Inga underarter finns listade i Catalogue of Life.